# 산카쿠헤드
산카쿠헤드(サンカクヘッド, 1986년 3월 10일 - )는 일본 야마나시현 고후시 출신의 남성 만화가이다. 혈액형은 AB형이다. 삼각헤드라고도 불린다.

## 내역・인물
- 직장 생활을 보내며 20세 정도에서 만화가를 꿈꾸게 된다. 그 뒤 2008년에 "폰테라"를 연재하여 데뷔를 이룬다.
- 좋아하는 텔레비전 프로그램은 "수요일 어떠신가요?" 시리즈, "게임 센터 CX".
- 좋아하는 가수는 유즈, Mr.Children, 츠루 정도.
- 좋아하는 영화는 "서머 타임 머신 블루스), "해피 피트", "짱구는 못말려 헨더랜드의 대모험" 정도.
- 고교 시절 때는 "사쿠라 대전 3"에 빠졌고, 특히 여주인공인 에리카를 마음에 들어 했다.
- "폰테라"의 후기에서 자화상은 필명과 같이 삼각형의 머리가 그려졌는데, 자신의 웹사이트나 "건어물 여동생! 우마루짱"의 후기에서는 사각형으로 되어 있다.
- 애니메이션 "건어물 여동생! 우마루짱"의 오프닝에서 마리오 카트 패러디 장면에서 우마루에 공격받아 추월당한다.
- 애니메이션 "건어물 여동생! 우마루짱" 제 4화에서 게이머 "SKH"이라는 이름으로 본인 역으로 출연했다. 그러나 결국 UMR에게 패배. 12화에서는 지나가던 행인으로 출연한다.(그때의 타이헤이의 놀라는 모습이 볼만하다)

## 작품 리스트

### 완결 작품
- 저주받은 학생회장 (슈에이샤 "주간 영 점프", 2011년 9월호)
- 슈지군 누가 좀 말려줘! ("드래곤 에이지", 2011년 6월호 ~ 2012년 12월호)

### 연재 중인 작품
- 벤토 △ (삼각형) (슈에이샤 "슈퍼 대쉬 앤 고!", 2011년 12월호 - 연재 중)
- 건어물 여동생! 우마루짱 (슈에이샤 "주간 영 점프", 2013년 15호 - 원작 끝, 스핀오프 연재중)